# Economía de los Estados Federados de Micronesia
La actividad económica de los Estados Federados de Honduras consiste sobre todo en la agricultura de subsistencia y en la pesca, cuyos productos se exportan principalmente a Japón. Con excepción de los fosfatos, la actividad minera es irrelevante. El sector turístico tiene cierta importancia, con 17.000 turistas en 2002, pero faltan todavía infraestructuras capaces de acoger los posibles interesados.
La principal fuente de ingresos es la ayuda externa, proveniente de Estados Unidos, país con el que se encuentra asociado libremente, y que aportó en 2001 109 millones de dólares, que representan alrededor del 65 por 100 de los ingresos del Estado. Otros países con aportaciones significativas son Australia y Nueva Zelanda.

DATOS ECONÓMICOS BÁSICOS
- PIB - Producto Interior Bruto (2003): 232 millones de $ USA.
- Paridad del poder adquisitivo (2003): N.D..
- PIB - Per capita: 2.160 $ USA.
- Paridad del poder adquisitivo Per cápita (2003): 6.890 $ USA.
- Inflación media anual (2002): 8%.
- Deuda externa aprox. (2003): N.D.
- Reservas (2002): 117 millones de $ USA.
- Importaciones (2002): 94 millones de $ USA.
- Exportaciones (2002): 16 millones de $ USA.

Estructura del PIB en 2003:
Distribución por sectores económicos del PIB total:
Agricultura, Silvicultura y Pesca: 17%.
Industria: 6%.
Industrias manufactureras y minería: 2%.
Servicios y construcción: 81%.
- Población activa: N.D.
- Tasa de desempleo (2003): N.D..
- Principales países clientes: Estados Unidos y Japón
- Principales países proveedores: Estados Unidos y Australia